# Nektarios
Nektarios ist ein griechischer, männlicher Vorname.

## Herkunft und Bedeutung
Der Name Nektarios stammt von altgriechisch νεκτάρεος nektareos ab, das auf deutsch „nektargleich“ bedeutet. Da Nektar der Trunk der olympischen Götter ist, bedeutet der Name „der zum Göttertrank gehörige“.

## Varianten
- lateinisch: Nectarius, Nektarius

## Namenstag
27. September, in Griechenland der 9. November

## Bekannte Namensträger
- Heilige
  - Nektarius von Konstantinopel († 397), Erzbischof von Konstantinopel
  - Nektarios von der Pentapolis (1846–1920), jüngster Heiliger der griechisch-orthodoxen Kirche

- Patriarchen
  - Nektarios von Jerusalem

- Bischöfe
  - Nektarios I., Erzbischof von Ohrid
  - Nektarios II., Erzbischof von Ohrid
  - Nektarios III., Erzbischof von Ohrid

- Äbte
  - Nikolaos von Otranto (auch: Abt Nektarios von Casole; * ca. 1155/60, † 1235), griechischer Klostervorsteher und Schriftsteller

- Künstler
  - Nektarios Bamiatzis (* 1975), deutscher Popsänger (Deutschland sucht den Superstar Kandidat)
  - Nektarios Vlachopoulos (* 1986), Slampoet (Gewinner der Poetry-Slam-Meisterschaft 2011)

## Kirchengebäude
- Nektarios-Kapelle in Herford